# Acetylacetonát nikelnatý
Acetylacetonát nikelnatý, zkráceně Ni(acac)2, je nikelnatý komplex s acetylacetonátovými (acac) ligandy, patřící mezi acetylacetonáty kovů. Jedná se o tmavě zelenou paramagnetickou pevnou látku, rozpustnou v organických rozpouštědlech. S vodou reaguje za vzniku modrozeleného diaquakomplexu Ni(acac)2(H2O)2.

## Struktura a vlastnosti

### Bezvodý komplex
Bezvodý acetylacetonát nikelnatý vytváří trimerní molekuly se vzorcem Ni3(acac)6. Trojice atomů niklu se téměř v jedné přímce a mezi každými dvěma jsou dva μ2 atomy kyslíku. Atomy niklu mají tetragonálně narušenou oktaedrickou geometrii; narušení je způsobeno různými délkami vazeb Ni-O u můstkových a nemůstkových kyslíků.
Molekuly Ni3(acac)6 jsou slabě vychýlené od středové souměrnosti.
Díky trimerní struktuře mohou atomy Ni dohromady vytvořit oktaedrickou strukturu. Trimer vzniká pouze tehdy, když dochází ke sdílení kyslíkových center mezi dvojicemi atomů niklu.
Bezvodý komplex je při teplotách pod 80 K paramagnetický s efektivním magnetickým momentem 3,2 μB. Efektivní moment se při 4,3 K zvyšuje na 4,1 μB, což je způsobováno feromagnetickými výměnnými interakcemi, kterých se účastní všechny tři nikelnaté ionty.
U objemnějších analogů acetylacetonátového ligandu, jako jsou 3-methylacetylacetonáty, sterické efekty způsobují převahu monomerů.

### Dihydrát

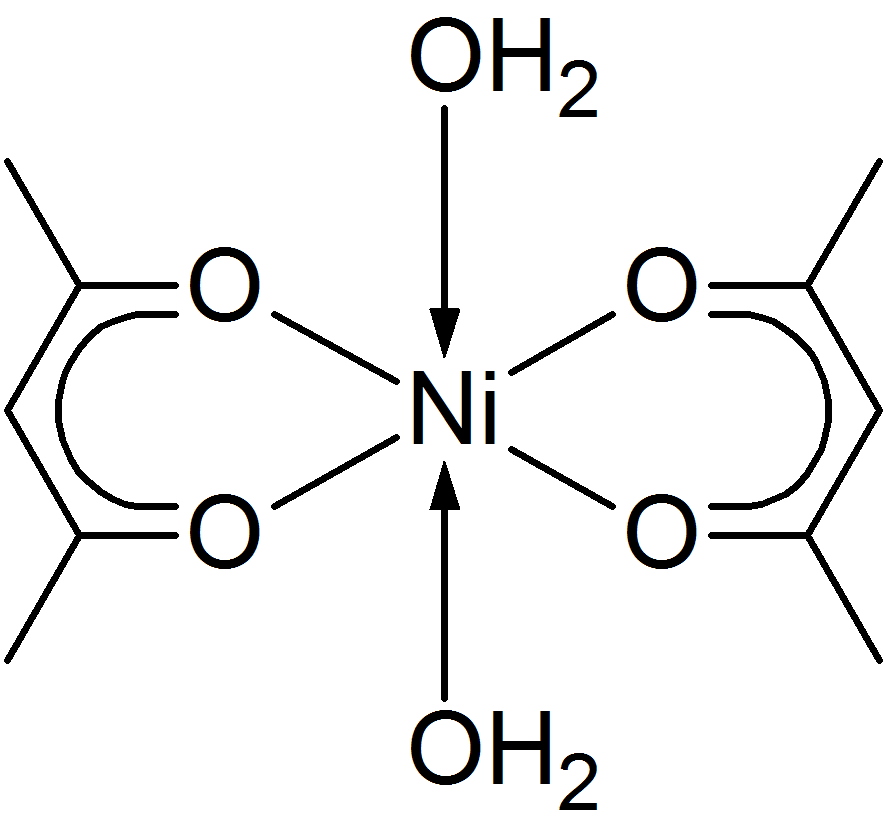
Struktura Ni(acac)_{2}(H_{2}O)_{2}

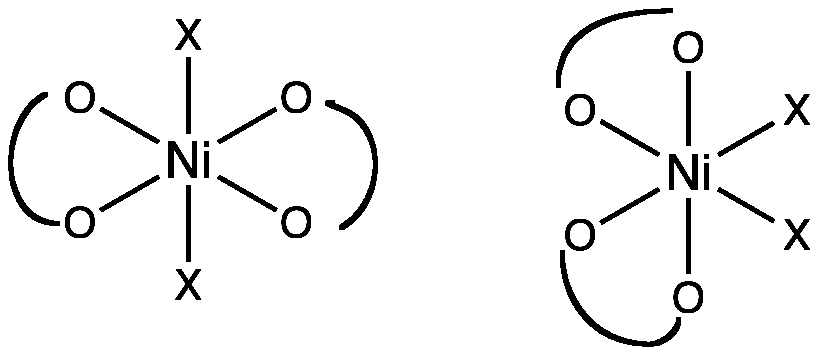
Trans- a cis-izomery [Ni(acac)2X2], X je koordinující molekula.

Podobně jako v bezvodém acetylacetonátu i u dihydrátu zaujímají Ni2+ centra oktaedrickou geometrii. Koordinační sféru vytvářejí dva bidentátní acetylacetonátové (acac) a dva aqua ligandy. Ni(acac)2(H2O)2 se vyskytuje jako cis a trans izomer.
Trans-izomer převažuje (cis-izomer byl pozorován pouze v případech, kdy jako rozpouštědlo sloužil pyridin-N-oxid).
U trans-izomeru je skupina X axiální, v ethanolu tvoří vazby Ni-O. Tyto axiální vazby jsou delší (210,00 pm) delší než ekvatoriální (200,85 a 199,61 pm).

## Příprava
Acetylacetonát nikelnatý se připravuje reakcí dusičnanu nikelnatého s acetylacetonem za přítomnosti zásady. Vzniká přitom modrozelený diaquakomplex Ni(CH3COCHCOCH3)2(H2O)2.
Ni(NO3)2 + 2 CH3COCH2COCH3 + 2 H2O + 2 NaOH → Ni(CH3COCHCOCH3)2(H2O)2 + 2 NaNO3
Tento komplex lze dehydratovat azeotropní destilací pomocí Deanovy–Starkovy aparatury:
3 Ni(CH3COCHCOCH3)2(H2O)2 → [Ni(CH3COCHCOCH3)2]3 + 6 H2O
Bezvodou formu lze získat i sublimací Ni(acac)2(H2O)2 za teploty 170–210 °C a nízkého tlaku (0,03-0,05 kPa).

## Reakce
Bezvodý komplex reaguje s Lewisovými zásadami za tvorby monomerních aduktů.
Jako příklad lze uvést reakci s tetramethylethylendiaminem (tmeda):
[Ni(CH3COCHCOCH3)2]3 + 3 tmeda → 3 Ni(CH3COCHCOCH3)2(tmeda)
Ni(acac)2(H2O)2 vykazuje vysokou reaktivitu na methinových pozicích, například s izokyanáty vytváří diamidy. Podobně reaguje i s diethylazodikarboxylátem a dimethylacetylendikarboxylátem:
Ni(acac)2(H2O)2 + 2 PhNCO → Ni(O2C5Me2C(O)NHPh)2 + 2 H2O

## Použití
Bezvodý acetylacetonát nikelnatý slouží na přípravu niklových katalyzátorů, jako je bis(cyklooktadien)nikl.

Využití Ni(acac)_{2} jako prekatalyzátoru

[Ni(acac)2]3 je též prekurzorem při vytváření tenkých vrstev oxidu nikelnatého na vodivých sklech.